# Vansbro kommunala realskola
Vansbro kommunala realskola var en kommunal realskola i Vansbro verksam från 1949 till 1972.

## Historia
Realskolan inrättades 1949 som en kommunal mellanskola som 1 juli 1952 ombildades till en kommunal realskola.
Realexamen gavs från omkring 1952 till 1972.